# Lotta Tejle
Karin Charlotta Tejle, känd som Lotta Tejle, under en tid Tejle Greiff, född 17 mars 1960 i Västerviks församling, Kalmar län, är en svensk skådespelare och sångerska.

## Biografi
Lotta Tejle har gått social-estetiskt gymnasium med inriktning på teater på Ingesunds folkhögskolas teaterlinje samt vid Teaterstudion i Stockholm. Hon har verkat som skådespelare sedan 1982. Mellan 1987 och 1994 var hon medlem i den stockholmsbaserade teatergruppen Jordcirkus och därefter anlitad vid bland annat Upsala stadsteater och Riksteatern.
Tejle är känd bland annat från SVT:s dramaserier God morgon alla barn (2005) och 30 grader i februari (2012 och 2016). För rollen som Majlis i 30 grader i februari nominerades Tejle till en internationell Emmy Award i kategorin Bästa kvinnliga huvudroll. År 2012 blev hon fast anställd vid Dramaten.
Åren 1984–1988 var hon gift med Mats Greiff (född 1958), med vilken hon har en son (född 1985). Sedan 1990-talet är hon sambo med skådespelaren Juan Rodríguez (född 1952), med vilken hon har en dotter (född 1994).

## Filmografi
- 2002 – Bella bland kryddor och kriminella (TV-serie)
- 2003 – Smala Sussie
- 2004 – Hjärtslag
- 2005 – Krama mig
- 2005 – Wallander – Den svaga punkten
- 2005 – Ett litet hjärta
- 2005 – God morgon alla barn (TV-serie)
- 2006 – En uppstoppad hund
- 2006 – Mäklarna (TV-serie)
- 2007 – Pirret
- 2007 – En mand kommer hjem
- 2007 – Fritt fall (kortfilm)
- 2009 – Stormen (TV-serie)
- 2009 – Bröllopsfotografen
- 2009 – Morden (TV-serie)
- 2009 – TV-feber
- 2010 – Fired
- 2010 – Hotell Gyllene Knorren
- 2010 – I rymden finns inga känslor
- 2010 – Våra vänners liv
- 2012–2016 – 30 grader i februari (TV-serie)
- 2012–2018 – Morden i Sandhamn (TV-serie)
- 2012 – Mammas pojkar
- 2013 – Barna Hedenhös uppfinner julen (TV-serie)
- 2014 – Min så kallade pappa
- 2014 – Kärlek deluxe
- 2015–2017 – Ack Värmland (TV-serie)
- 2017–2019 – Enkelstöten (TV-serie)
- 2018 – LasseMajas Detektivbyrå - Det första mysteriet
- 2020 – Sommaren 85 (TV-serie)
- 2024 – Jönssonligan kommer tillbaka
- 2024 – Doktrinen (TV-serie)

## Teater

### Roller (ej komplett)
| År   | Roll                | Produktion                                                                   | Regi                         | Teater                                |
| ---- | ------------------- | ---------------------------------------------------------------------------- | ---------------------------- | ------------------------------------- |
| 1987 | Marguerite Blakeney | Röda nejlikan (The Scarlet Pimpernel) Emma Orczy                             | Marika Lagercrantz           | Jordcirkus                            |
| 1990 |                     | Gudar på äventyr                                                             | Åsa Melldahl                 | Jordcirkus                            |
| 2008 | Liss                | Svenskt landskap med kinesiska detaljer Lucas Svensson                       | Carolina Frände              | Dramaten                              |
| 2009 | Modern Styvmodern   | Askungen Sofia Fredén                                                        | Malin Stenberg               | Dramaten                              |
| 2010 | Vee Talbot          | Mannen i ormskinnsjackan (Orpheus Descending) Tennessee Williams             | Malin Stenberg               | Dramaten                              |
| 2011 | Gabi                | Tjuvar (Diebe) Dea Loher                                                     | Jenny Andreasson             | Dramaten                              |
| 2012 | Mlle Aldonza Rose   | Chéri Colette                                                                | Jenny Andreasson             | Dramaten                              |
| 2013 | Mrs Lily Mortar     | De oskyldiga (The children's hour) Lillian Hellman                           | Jenny Andreasson             | Dramaten                              |
| 2015 | Körledarinnan Kör   | Den fjättrade Prometheus (Προμηθεὺς Δεσμώτης, Promētheús Desmṓtēs) Aischylos | Karl Dunér                   | Dramaten                              |
| 2016 | Mrs Clackett        | Rampfeber (Noises Off) Michael Frayn                                         | Alexander Mørk-Eidem         | Dramaten                              |
| 2016 | Körledarinnan Kör   | Den fjättrade Prometheus (Προμηθεὺς Δεσμώτης, Promētheús Desmṓtēs) Aischylos | Karl Dunér                   | Dramaten                              |
| 2018 | Hannah              | Angels in America Tony Kushner                                               | Farnaz Arbabi                | Dramaten                              |
| 2020 |                     | Liv Strömquist tänker på sig själv Liv Strömquist och Ada Berger             | Ada Berger                   | Dramaten                              |
| 2022 |                     | In memoriam Emanuelle Davin                                                  | Emanuelle Davin Anna Novovic | Riksteatern/ Kulturhuset Stadsteatern |
| 2022 |                     | Galileis liv (Leben des Galilei) Bertolt Brecht och Margarete Steffin        | Carolina Frände              | Dramaten                              |
| 2024 |                     | Titta en älg Kristina Lugn                                                   | Mellika Melouani Melani      | Dramaten                              |